# 岬花音菜
岬 花音菜（みさき かおな、11月30日 - ）は、日本のダンサー、役者、神楽師、ドールパフォーマー。

## 人物
宮城県富谷市育ち。多摩美術大学 美術学部 映像演劇学科卒。
演劇においては月蝕歌劇団、演劇実験室◉万有引力、雲の劇団雨蛙、B機関、昭和精吾事務所 などアングラ劇団を中心に出演。月蝕歌劇団時代は14代目ヒロインを務めた。
朝倉薫プロデュース『少女人形舞台』少年人形・歌姫。
相模里神楽 垣澤社中・みずき会に所属。

## ダンス(神楽)
設計士の父とモダンバレエ指導者の母のもと4人兄妹の長女として生まれる。親族に建築家、仏師、彫刻家、茶人である北見米造、画家の北見隆、北見葉子などがいる。
母の指導のもと、2歳半から16歳までモダンバレエを習い、舞台の裏方を学ぶため上京。
2014年、フィリピンでのヒッチハイク旅中に出会った瓜生敏彦の影響でダンスを再開。2014年にはフィリピンTIUシアターへの出演を果たす。以来、東京都、宮城県を主な拠点とし2016年京都国際ダンスワークショップフェスティバルへのスカラーシップ参加をきっかけにスウェーデンで活動するフランチェスコ・スカベッタ（Francesco Scavetta）の指導をVitlycke – Centre for Performing Artsで受ける権利を2年連続で獲得し、スウェーデンでもダンスを学んだ。結果として自然界のリズムをベースにモダンバレエとFrancesco ScavettaのRelease technique、フィリピンのアエタ族に影響を受けた動物をモチーフとするムーヴメントを組み合わせた踊りを確立している。
文化庁助成事業でのワークショップやダンス講師、振付師を経るも、更なる自然との調和を踊りや音楽から学び生涯かけて身につけるため、相模里神楽垣澤社中の垣澤瑞貴に師事し、里神楽の舞方、囃子方として転身。2014年には正式に社中の一員となり、同年4月にはトルコへ渡航、アンカラ国際音楽フェスティバルへ出演した。
　

## 演劇
2015年、月蝕歌劇団元主催の高取英と初めて会った際に「ハンスが来た！」と言われ『新撰組in1944-ナチス少年合唱団』のハンス役として突然の役者デビュー。以来、月蝕歌劇団へはコンスタントに出演し少年役、田舎娘、ギャグ役を多く勤めファンから愛された。2018年に高取英が亡くなってからは神楽師としての活動に本腰を入れるため2021年の『少年極光都市』（レムス・ニコ役）を最後に演劇への出演を休止している。

## 少女人形舞台
2018年からは朝倉薫演劇団主宰の朝倉薫がプロデュースするドールパフォーマンス集団「少女人形舞台」へ参加。リーダーを務める松浦早希をはじめ、演者たちと共に能狂言を思わせる静寂で幽玄なショーのスタイルは独自の世界を確立している。

## 出演

### 舞台
- 2014/8 「はらかなこ ソロライブinManila」
- 2014/8 フィリピン「アーティストマーケット」
- 2015/10-2021/06

月蝕歌劇団
「新撰組in1944 ナチス少年合唱団」(ハンス役)
「家畜人ヤプー」(偽ドリス役)
「黒蜥蜴」(張役)
「中国の不思議な役人」(赤い鳥役)
「帝国月光写真館」(タツオ役)
「笑う吸血鬼」(橘マコト役)
「月蝕版 ベルサイユのばら」(まつ&まつえ役)
「寺山修司 過激なる疾走」(少年寺山修司役)
「メトロポリス 天正少年使節」(あやめ・マリアロボット役)
「魔王マクベス 月蝕版」(ペラ役)
「パノラマ島綺譚シリーズ 怪人二十面相vs紅あざみ」(小林少年役)
「月蝕版 ピーターパン」(道頓堀子役)
「ねじ式・紅い花」(シンデンのマサジ役)
「盲人書簡 上海篇」(通り過ぎる女役)
「ミカエラ学園漂流記」(大和和都子役)
「陰陽師 安倍晴明ー最終決戦ー」(鉄腕ハル役)
「少年極光都市」(レムス&ニコ役)
その他、詩劇ライヴ参加
- 2015/08- スタジオアーキタンツ「音楽とダンス」
- 2015/12 NOVA ダンサーvsミュージシャン セッションバトル (ダンサー枠2位)
- 2016/03 宮城県立美術館「ダンス・イン・ミュージアム」
- 2016/07- アオムラサキフェスタ「躍動する色彩」
- 2017/03 演劇実験室◉万有引力 「身毒丸」
- 2017/05 及川アスカ マリンバコンサート

- 2017/07-

雲の劇団雨蛙
「熊野」(利賀村演劇人コンクール 奨励賞受賞)
「青ひげ考」
「サロメ」他
- 2018/10/10 MAF主催「Festa Scramble」(オープニングアクト) 平成29年度(第68回)芸術選奨文部科学大臣賞
- 2019/06 昭和精吾事務所「水鏡譚」
- 2020/08 流山児事務所「寺山修司 過激なる疾走」
- その他 ダンス幼稚園、その他ダンスイベント、ライヴイベント、演劇 出演有り。

### 映像
- 水曜日のカンパネラ×shu uemura「COLORHOLIC」コラボレーション映像
- 才谷遼監督「ニッポニアニッポン　フクシマ狂詩曲（ラプソディ）」(振付)
- 綾瀬凛監督 / 実話怪談映画「アレ、何だったの?」 Vol.1
- 水上ゆか 「光の底」(監督&出演)
- 山村浩二 / 「耳に棲むもの」(モーションモデル)        (オタワ映画祭・VR部門最優秀賞)
- 山田誠二監督 / 「おんな殺し屋弔お蓮」

ほか

## 参考資料
- https://ameblo.jp/gessyoku-kagekidan/entry-12437680270.html
- http://ryuz.blog.shinobi.jp/%E6%9C%AA%E9%81%B8%E6%8A%9E/%E5%BD%B9%E8%80%85%E7%B4%B9%E4%BB%8B%E3%80%81%E5%B2%AC%E8%8A%B1%E9%9F%B3%E8%8F%9C%E3%81%AE%E3%81%93%E3%81%9F%E3%81%88